# CD8A
CD8A (англ. CD8a molecule) – білок, який кодується однойменним геном, розташованим у людей на короткому плечі 2-ї хромосоми.  Довжина поліпептидного ланцюга білка становить 235 амінокислот, а молекулярна маса — 25 729.
| 10         |  | 20         |  | 30         |  | 40         |  | 50         |
| ---------- |  | ---------- |  | ---------- |  | ---------- |  | ---------- |
| MALPVTALLL |  | PLALLLHAAR |  | PSQFRVSPLD |  | RTWNLGETVE |  | LKCQVLLSNP |
| TSGCSWLFQP |  | RGAAASPTFL |  | LYLSQNKPKA |  | AEGLDTQRFS |  | GKRLGDTFVL |
| TLSDFRRENE |  | GYYFCSALSN |  | SIMYFSHFVP |  | VFLPAKPTTT |  | PAPRPPTPAP |
| TIASQPLSLR |  | PEACRPAAGG |  | AVHTRGLDFA |  | CDIYIWAPLA |  | GTCGVLLLSL |
| VITLYCNHRN |  | RRRVCKCPRP |  | VVKSGDKPSL |  | SARYV      |  |            |

A: Аланін

C: Цистеїн

D: Аспарагінова кислота

E: Глутамінова кислота

F: Фенілаланін

G: Гліцин

H: Гістидин

I: Ізолейцин

K: Лізин

L: Лейцин

M: Метіонін

N: Аспарагін

P: Пролін

Q: Глутамін

R: Аргінін

S: Серин

T: Треонін

V: Валін

W: Триптофан

Задіяний у таких біологічних процесах як адаптивний імунітет, імунітет, альтернативний сплайсинг. 
Локалізований у клітинній мембрані, мембрані.
Також секретований назовні.